# إين سباد زيد أنا
إين سباد زيد أنا هو ملك سومري من مدينة لاراك (سومر) السومرية كان سادس ملك من الأسرة الحاكمة من ملوك سومر (2900 قبل الميلاد) قيل إن فترة حكمه دامت 28،800 سنة .